# Toxophora americana
Toxophora americana is een vliegensoort uit de familie van de wolzwevers (Bombyliidae). De wetenschappelijke naam van de soort is voor het eerst geldig gepubliceerd in 1835 door Guerin-Meneville.